# Народна скупштина у Тишковцу
Народна скупштина у Тишковцу је трећа и посљедња скупштина устаничких вођа током Устанка у Босни, одржана 23. фебруара по старом каленадру, то јесте 8. марта по новом календару, 1878. у селу Тишковац, код Дрвара, гдје је уједно било и сједиште устаничких вођа. Скупштина је одржана у циљу састављања меморандума и других докумената, као и формирања одбора чији задатак је био да усвојени меморандум однесу представницима Великих сила у Берлин.

## Историјска подлога
Након избијања устанка у Херцеговини, познатог под називом Невесињска пушка, народ самоорганизовано отпочиње устанак широких размјера и у осталим крајевима Босне и Херцеговине. Устанак у Босни, тачније у Босанској Крајини почиње нешто касније од херцеговачког, и није дошло до усклађивања устаничких дејстава у ова два краја. У припремама Устанка у Босни се истичу Васо Видовић, Симо и Јово Билбија, Спасоје Бабић и Васо Пелагић.
Устанак у босанској Крајини је већ био широких размјера, са јасно дефинисаним циљевима и командним кадром. Санстефански мир бива потписан 3. марта 1878. у мјесту Сан Стефану, малом месту западно од Цариграда. Санстефански уговор од 3. марта 1878. године, је предвиђена аутономија Босне и Херцеговине, то јесте тадашњег Босанског вилајета с чиме се Аустроугарска није сложила. Почетком марта 1878. године 450 чланова устанка из Босне одржали су народну скупштину на којој су поновили старе захтјеве, протестујући против одредби Санстефанског мира, наводећи на крају да:
Ми Бошњаци, увријеђени увелико цвилимо...— Проглас
И поред покушаја да се устанак и захтјеви уједине на цијелом простору Босне и Херцеговине до заједничких акција херцеговачких и босанских устаника није дошло. Територијални је идентитет, уз национални, код учесника устанка био и даље доминантан, па се у том смислу појам Босне и Херцеговине као заједнице двију покрајина и не спомиње. Осим тога, исказане разлике у третирању аутономије Босне и Херцеговине не потиру оно што им је заједничко, а то је јавни отпор против могуће окупације Аустроугарске и визија уједињења са Србијом и Црном Гором, када се за то стекну политички услови. 

## Припреме за скупштину
Незадовољни одлукама донесеним у Сан Стефану, вође устанка у Босни одлучују да сазову Народну скупштину на којој би се усвојили значајни документи о тренутном стању Устанка, као и документи који би били упућени великим сила. У Тишковац су пристигли посланици из цијеле Крајине, а договорено је да се Народна скупштина одржи 23. фебруара по старом каленадру, то јесте 8. марта по новом календару.

## Ток скупштине
Народна скупштина одржана у Тишковцу, можда је била и најзначајнија по свом карактеру, јер су током њеног засиједања донесени веома важни документи, који су у цјелости одражавали политичку вољу вођа устанка. У Овим документима темељно се износе захтјеви за уређењем будуће државе Босне и Херцеговине, без обзира да ли она била у оквиру српских кнежевина, или самостална. На скупштини су донесене три изјаве: Меморандум устаника који ће се касније упутити на Берлински конгрес, Адреса рускоме цару те Посланица Ивану Сергејевичу Аксакову, представнику руских славенофила. У посљедња два документа, опет се понавља захтјев за уједињењем са Србијом и Црном Гором, али је јасан и страх да би Босна и Херцеговина могла бити окупирана од стране Аустроугарске. Аксакову се писало:
Послије побједе рускога оружја, које је подигнуто за избављење свијех Словена у Турској, ми Бошњаци увријеђени увелике цвилимо!... У великој нашој жалости цвилимо, јер смо као измет човјечанства остављени иностранцу на милост и немилост... Наш мир, наша срећа само су у јединству и слободи српског нам народа.
Меморандум сатсављен на скупштини има 17 тачака у којима се описује будуће стање у Босни и Херцеговини, онакво политичко уређење за које се устаници боре. Скупштина је изабрала делега те и то војводу Голуба Бабића и Васу Видовића, а за њихове заменике Васу Пелагића и Николу Јовановића, да однесу меморандум на конгрес у Берлин. Војвода Голуб Бабић није се примио мандата. Васо Видовић прихватио се повјерене дужности, однео је меморандум у Берлин и предао га заступницима великих сила на конференцији, који:
Ни главе не обрну на тај меморандум, него одлуче, да Аустрија Босну својом војском окупира.
Меморандум устаничких вођа упућен представницима великих сила на конференцији у Берлину почиње сљедећим ријечима:
Њиховим Превасходствима представницима великих сила на конференцији у Берлину.
Европа се поноси својом просветом, слободом и хуманизмом. И ми живимо у Европи, али животом мученичким и горким, који одузимље човеку његова најсветија права, ми смо робље у тој поносној Европи: Ропство наше није скорашње, оно је од 500 година. Пет стотина година Турска тлачи потиштену рају босанску и тужни уздисаји ове јадне раје ненађоше заштите у Европи, која се слободно поноси. Ми смо вазда остали саморано сироче, које не нађебраниоца својих потлачених права. Јади и невоље приморавали су нас, да окушамо својом снагом задобити човечанска права и слободу,али је слаба снага била дуговечним ропством измучене раје, и повраћајући се по ново у ропске ланце наших угњетача, осећали смо све веће болове стегнутих ланаца ропских. Када се веће ни дисати не могаше од варварске силе и притиска, тада се пре две и по године дигосмо,или да изгинемо, или да задобијемо слободу и права човеку дарована Творцем. Није чудо што и у овој борби морадосмо подлећи. Диже се петстолетни роб противу силнога свог угњетача, који је пет векова ковао му ланце и синџире и с њима окивао народ хришћански. Наша снага беше измождена дуговековним ропством. Сироче смо Европе, те нам нико у почетку устанкане притече у помоћ оружаном руком, осим једнородне и једнокрвне браће наше у кнежевинама Србији и Црној Гори.
Вид Милановић је отишао Цетиње и предао адресу Василију Васиљевићу члану Славенског добротворног друштва, како би је предао руском цару, који је добио и прочитао ову адресу. У овој посебној адреса руском цару Александру II се каже:
Вјечита је жеља нашег народа да постанемо саставни дио српских кнежевина, али ако нам се то из каквих узрока сметало буде, онда смо по нужди приклоњени пристати, да бар постанемо засебна самостална држава, као што и наша браћа Бугари постају.
Након што је скупштина у Тишковцу прогласила уједињење са Кнежевином Србијом истога дана је устаничка Скупштина у Косијереву прогласила уједињење са Књажевином Црном Гором.

## Берлинкси конгрес
Босни и Херцеговини је Санстефанским споразумом дата аутономију што је за бечки кабинет био само корак према сједињењу са Србијом и Црном Гором. Питање Босне и Херцеговине је на Берлинскоме конгресу дошло на ред у његовој осмој сједници, одржаној 28. јуна 1878. године. У ово вријеме, босанско-херцеговачки устанак је још трајао, а побуњеници су своје представнике већ раније упутили у Берлин са споменутим Меморандумом донесеним на скупштини у Тишковцу. Своје захтјеве су поставили у 17 тачака, а најистакнутије је њихово тражење да се Босна и Херцеговина или уједини са Србијом и Црном Гором или добије аутономију са правом да им босанска Народна скупштина бира гувернера. Што се тиче могућности окупације, напомињу како допуштају заузимање од стране србијанске војске или мјешовито заузимање од стране Србије и Црне Горе, чиме је непосредно дато до знања да не прихватају Аустроугарску окупацију.  Међутим, судбина Босне и Херцеговине је била ријешена већ прије дуго времена те су Меморандум представници устаника смјели предати конгресу, но захтјеви су им игнорисани. Аустроугарски пуномоћници су своју изјаву, као и сам Берлински уговор, потписали 13. јула 1878. године.
Члан 25. о Босни и Херцеговини гласи:
Покрајине Босна и Херцеговина биће посједнуте и управљане од Аустро-Угарске. Пошто влада Аустро-Угарске не жели, да се оптерети управом санџака новопазарског, који се међу Србијом и Црном Гором протеже у јужном правцу преко Митровице, ту ће османска влада и даље управљати. Међутим, да се осигура ново политичко стање и слобода и сигурност становништва, придржава се Аустро-Угарској право, да држи посаде и да на читавом простору тога дијела старог босанског вилајета имаде војничке и трговачке цесте. У ту сврху придржавају си владе Аустро-Угарске и Турске споразумјети се о детаљих.
Потписивањем Берлинског споразума, и окупацијом Босне и Херцеговине од стране Аустроугарске, угушен је Устанак у Босни и Херцеговине, као и било какав војни и политички вид аутономије, док су вође устанка углавном напустиле земљу.